# Pensée abstraite
En psychologie, la pensée abstraite, dite aussi capacité d'abstraction, désigne la capacité de l'esprit à créer et utiliser des concepts dans le raisonnement.
La pensée abstraite permet de procéder à des opérations mentales qui permettent de catégoriser, de connaitre, de comprendre, de juger et de raisonner. Elle permet de formuler des idées générales, c'est-à-dire, qui ne portent pas uniquement sur l'observation ou l'expérience d'un cas particulier.
L'abstraction de concepts à partir d'un ensemble d'objets spécifiques fait elle-même appel à une capacité de généralisation qui permet de s'affranchir des propriétés individuelles des objets pour ne retenir que l'information pertinente qui les unit et les différencie d'autres objets. L'abstraction est un processus de passage du concret à l'abstrait. Soit pour schématiser : regard global (concret réel) ⇒ abstraction (catégorie abstraite / classée : tout / sphère ⇔ parties du tout / cellules) ⇒ concept / théorie (concret pensé).
Si la pensée abstraite est particulièrement développée chez l'être humain, d'autres espèces animales possèdent des formes plus ou moins rudimentaire de capacité d'abstraction. Ainsi, les pigeons, les rats, les chimpanzés ou les dauphins possèdent une capacité à généraliser une propriété (comme la couleur) à partir d'une série d'exemples ou encore à manipuler des concepts numériques, ou temporels.
La pensée abstraite correspond au contraire de la pensée concrète, qui se base sur l'expérience réelle.